# Маргарита Бургундская (дофина Франции)
Маргари́та Бургу́ндская (фр. Marguerite de Bourgogne), также известна как Маргари́та Неве́рская (фр. Marguerite de Nevers; 8 декабря 1393 — 2 февраля 1442 или 2 февраля 1441, Париж) — старшая дочь герцога Бургундского Жана Бесстрашного; в первом браке — дофина Франции.

## Биография
Маргарита Бургундская родилась в декабре 1393 года в семье Жана Бесстрашного, на тот момент графа Невера, и его жены Маргариты Баварской, и была старшей дочерью и старшим ребёнком из восьми детей пары. По отцу Маргарита была правнучкой французского короля Иоанна II через его младшего сына Филиппа, герцога Бургундского; по матери — правнучкой императора Священной Римской империи Людовика IV через его сына Альбрехта, герцога Баварии.
9 июля 1394 года, когда Маргарите не было и года, её дед Филипп и король Франции Карл VI договорились о заключении брака между Маргаритой и сыном короля Карлом, которому на тот момент было чуть больше двух лет; брачный договор был составлен в декабре 1395 года Пьером Менья — секретарём французского короля и бургундского герцога. Официальное обручение состоялось в январе 1396 года и с этого момента Маргариту стали называть «мадам дофиной Вьеннской». В 1400 году принцессу представили будущей свекрови королеве Изабелле. Однако стать полноценной дофиной девочке не удалось: её восьмилетний жених умер в начале 1401 года, а два года спустя была заключена новая помолвка.
Маргариту, получившую хорошее образование, и её четырёх сестёр современники считали «обыкновенными, как совы»; выросшие в «тёплой семейной атмосфере» в герцогской резиденции в Бургундии, они были близки со своей бабкой по отцу — графиней Маргаритой Фландрской.

### Первый брак
Дед Маргариты был близким сторонником Франции и всеми силами старался выдать девочку замуж за французского дофина, что гарантировало бы то, что именно его внучка станет следующей королевой Франции. Поэтому после смерти дофина Карла в 1401 году, на волне войны арманьяков и бургиньонов, дедом Маргариты и матерью покойного дофина Изабеллой Баварской был инициирован новый союз: в марте 1403 года в Париже была достигнута договорённость о браке Маргариты с другим сыном Изабеллы — новым дофином Людовиком; 5 мая того же года был подписан брачный контракт. Двойная свадьба состоялась 30 августа 1404 года в Париже: брат Маргариты Филипп женился на сестре дофина Мишель Французской. Ранее, в июле 1402 года, по договорённости между королевой Изабеллой и герцогом Филиппом, за Маргаритой был признан титул герцогини Гиени. Вскоре после свадьбы умер дед Маргариты и новым герцогом Бургундии стал её отец. Франко-итальянская писательница Кристина Пизанская в 1405 году посвятила молодой дофине свою книгу Le Livre des trois vertus à l'enseignement des dames, в которой описывала то, что нужно знать дофине и как себя вести; рукопись, вероятно, была заказана отцом дофина.
До достижения половой зрелости дофином Людовиком и принцем Филиппом, по желанию короля, Маргарита росла и воспитывалась вместе с принцессой Мишель при дворе в Париже под присмотром королевы Изабеллы. Брак не был консуммирован вплоть до июня 1409 года, после чего Маргарита, как сообщал придворный юрист и историк Жан II Жувенель дез Юрсен, перебралась к угасающему двору своей свекрови. Вскоре после этого Маргарита стала пешкой в борьбе двух противоборствующих фракций — арманьяков и бургиньонов, которые стремились управлять её мужем. Брак с Людовиком, умершим в 1415 году, оставался бездетным и не был счастливым: дофин не любил жену и не желал её видеть, она же смиренно и терпеливо переносила все унижения с его стороны, и только на смертном одре дофин раскаялся в своём жестоком отношении к супруге. После смерти супруга Маргарита оказалась фактически в полном одиночестве при французском дворе и с трудом была спасена родственниками из захваченного арманьяками ещё в 1413 году Парижа. Маргарита вернулась в Бургундию, где прожила несколько лет со своими матерью и незамужними сёстрами Анной и Агнессой. В 1418 году она стала крёстной матерью одной из дочерей своих друзей — Рено II, виконта Мюра, и Бланш д’Апшье. Овдовев, Маргарита потребовала назад своё приданое, однако получить его смогла только в 1425 году.
В 1419 году был убит отец принцессы, и Бургундское герцогство перешло в руки её брата Филиппа. Убийство герцога Жана во время переговоров дискредитировало арманьяков и нового дофина, что привело к открытому переходу бургундцев на сторону английского короля и заключению договора в Труа.

### Второй брак
Свёкор Маргариты умер в 1422 году, и англичане оккупировали часть Франции от имени его малолетнего внука — английского короля Генриха VI, который стал преемником деда в соответствии с договором в Труа от 1420 года; в то же время деверь Маргариты Карл Валуа объявил себя королём Карлом VII. В начале 1423 года герцог Филипп вступил в союз с герцогом Бретани Жаном VI и регентом Англии герцогом Бедфордом; для укрепления этого союза Филипп согласился отдать в жёны Бедфорду и Артуру Бретонскому, младшему брату герцога Бретани, своих сестёр Анну и Маргариту соответственно.
Маргарита оказалась далеко не в восторге от перспективы вновь выйти замуж; она всеми силами пыталась отложить или предотвратить этот брак, жалуясь брату на то, что Артур был всё ещё заключён в тюрьму англичанами и что все её сёстры были замужем за герцогами, в то время как Артур носил лишь титул графа Ричмонда. Как бывшая дофина Франции, которая до сих пор имела права на использование титула герцогини Гиенской, она утверждала, что граф был гораздо ниже её по положению. Однако Филипп не внял словам сестры и 14 апреля 1423 году в отсутствие согласия самой Маргариты в Амьене заключил брачный контракт с её будущим мужем. Одним из условий, оговорённых в контракте было то, что Маргарита унаследует Бургундское герцогство в случае, если её брат Филипп умрёт бездетным. Уже после заключения контракта Филипп отправил к сестре своего доверенного слугу Ренье По, который должен был объяснить Маргарите, почему так необходим был этот брак. Кроме того, По сообщил принцессе, что Артуру по приказу регента пожалован титул герцога Тура, а сам он обладает мужеством, приятной внешностью и благородными личными качествами. По поручению Филиппа, По также сказал Маргарите, что ещё будучи довольно молодой вдовой, она должна выйти замуж и родить детей в ближайшее время, тем более, что сам Филипп на тот момент был бездетным вдовцом. В конце концов, Маргарита уступила, и брак был заключён 10 октября 1423 года. Семью днями ранее в Дижоне Маргаритой была завизирована окончательная версия брачного договора.
Артур вскоре стал очень влиятельным человеком при королевском дворе в Париже и неизменно работал в интересах Бургундии, особенно в период его брака с Маргаритой. Бургундия и Бретань окончательно перешли на другую сторону, присоединившись к Карлу VII в его борьбе против англичан. Маргарита оказалась преданной женой и защищала своего мужа, когда он рассорился с Карлом VII; она также управляла его поместьями, пока он был на поле боя. Когда французы вернули себе контроль над городом в 1436 году, Маргарита вместе с супругом, назначенным на должность коннетабля Парижа, совершила торжественный въезд в город 23 ноября; с этого момента и до самой своей смерти Маргарита играла важную роль в политической жизни французского королевства, но сама при этом политикой не занималась. В Париже Маргарита поселилась во дворце Пор-Эпи, одной из резиденций герцога Орлеанского; в это время она уделяла большое внимание благотворительной деятельности — поддерживала парижские церкви, монастыри, братства и госпитали.
Маргарита умерла бездетной в Париже 2 февраля 1441 или 1442 года. В своём завещании, копия которого сохранилась в архивах Нанта, она просила, чтобы её сердце было похоронено в монастыре Нотр-Дам-де-Льес в Пикардии, однако и её вдовец, и её брат были слишком заняты, чтобы исполнить последнюю волю принцессы, и Маргарита была похоронена в монастыре кармелиток в Париже. Артур женился снова в течение года; оба его последующие брака оказались бездетными.